# Maurice Duverger
Maurice Duverger (5. června 1917, Angoulême, Charente — 16. prosince 2014) byl francouzský právník, sociolog, politolog a politik.

## Životopis
Nejdříve začínal jako právník univerzity v Bordeaux se specializací na správní právo, později se dominantně věnoval politologii a v roce 1948 založil na této univerzitě jednu z prvních fakult politologie v kontinentální Evropě. Jako emeritní profesor působil na pařížské Sorbonně. Jeho vědecká i popularizační publikační činnost je obsáhlá, přispíval například do periodik Corriere della Sera, la Repubblica, El Pais a především pak do Le Monde.
Zaměřil se na vývoj politických systémů a institucí a jejich fungování v různých státech. Při hledání kauzalit vzájemného ovlivňování struktur politického charakteru uplatňoval spíše empirické než filozofické metody.
Je autorem tzv. Duvergerových zákonů, jejichž prostřednictvím lze charakterizovat vztah mezi volebním a stranickým systémem. Podle těchto zákonů má většinový systém jednokolového hlasování tendenci směřovat k bipartizmu (systému dvou politických stran) a dvoukolový většinový systém nebo poměrný systém, pak nejpravděpodobněji vyústit do multipartismu (systému několika politických stran). Kritikem tohoto přístupu se stal například Giovanni Sartori. Během studia francouzského politického systému zavedl Duverger termín  semiprezidentský systém. V 50. letech 20. století vypracoval jednu z typologií stranických systémů.
V letech 1989 až 1994 byl poslancem Evropského parlamentu za Stranu evropských socialistů, zvolený na kandidátce již zaniklé italské postkomunistické strany Partito democratico della Sinistra.
V roce 1981 byl zvolen členem Srbské akademie věd a umění.

## Dílo
- Les partis politiques (1951; Politické strany, 2016, přel. Olga a Zdeněk Velíškovi)
- La participation des femmes à la vie politique (1955)
- Les finances publiques (1956)
- Méthodes de la science politique (1959)
- De la dictature (1961)
- Méthodes des Sciences sociales (1961)
- Introduction à la politique (1964)
- Sociologie politique (1966)
- La démocratie sans les peuples (1967)
- Institutions politiques et Droit constitutionnel (1970)
- Janus: les deux faces de l'Occident (1972)
- Sociologie de la politique (1973)
- L'autre côté des choses (1977)
- King's Mate (1978)
- Les orangers du lac Balaton (1980)
- Factors in a Two-Party and Multiparty System, in: Party Politics and Pressure Groups (New York: Thomas Y. Crowell, 1972), s. 23–32.
- Political Parties: Their Organization and Activity in the Modern State
- The Study of Politics ISBN 0-690-79021-X
- La République des Citoyens (1982) ISBN 2-85956-311-3
- Lettre Ouverte aux Socialistes (Collection Lettre ouverte) ISBN 2-226-00326-6
- Modern Democracies: Economic Power Versus Political Power ISBN 0-03-077280-X
- La Cohabitation des Français ISBN 2-13-041498-2
- Europe des Hommes: Une Métamorphose Inachevée (1994) ISBN 2-7381-0262-X
- The Idea of Politics: the Uses of Power in Society
- The French Political System
- L'Europe dans tous ses Etats (1995)

## Doctor honoris causa
Čestný doktorát obdržel na několika univerzitách:
- Univerzita v Sieně
- Univerzita v Ženevě
- Univerzita v New Jersey
- Univerzita v Miláně
- Univerzita v Barceloně
- Univerzita ve Varšavě
- Univerzita v Sofii
- Univerzita Karlova v Praze
- Univerzita v Athénách